# Darkwoods My Betrothed
Darkwoods My Betrothed je finská black metalová kapela založená hudebníkem s pseudonymem Emperor Nattasett na jaře 1993 původně pod názvem Virgin's Cunt. V roce 1994 se přejmenovala na Darkwoods My Betrothed. Čerpá ze severské mytologie.
V roce 1993 vyšlo první demo Reborn in the Promethean Flame (ještě pod názvem Virgin's Cunt) a v roce 1995 první studiové album s názvem Heirs of the Northstar.

## Diskografie

### Demo nahrávky
- Reborn in the Promethean Flame (1993)
- Dark Aureoles Gathering (1994)

### Studiová alba
- Heirs of the Northstar (1995)
- Autumn Roars Thunder (1996)[2]
- Witch-Hunts (1998)
- Angel of Carnage Unleashed (2021)

### Kompilace
- Dark Aureoles Gathering (2000)
- The Eerie Sampler (1999)

### Split nahrávky
- Sacrament of Wilderness (1998) – split CD s kapelami Nightwish a Eternal Tears of Sorrow